# Chironomus macquarti
Chironomus macquarti är en tvåvingeart som först beskrevs av Jean-Jacques Kieffer 1906.  Chironomus macquarti ingår i släktet Chironomus och familjen fjädermyggor. Inga underarter finns listade i Catalogue of Life.